# یواس‌اس گاید (ای‌ام-۴۴۷)
یواس‌اس گاید (ای‌ام-۴۴۷) (به انگلیسی: USS Guide (AM-447)) یک کشتی بود که طول آن ۱۷۲ فوت (۵۲ متر) بود. این کشتی در سال ۱۹۵۴ ساخته شد.